# Strandbibliotheek

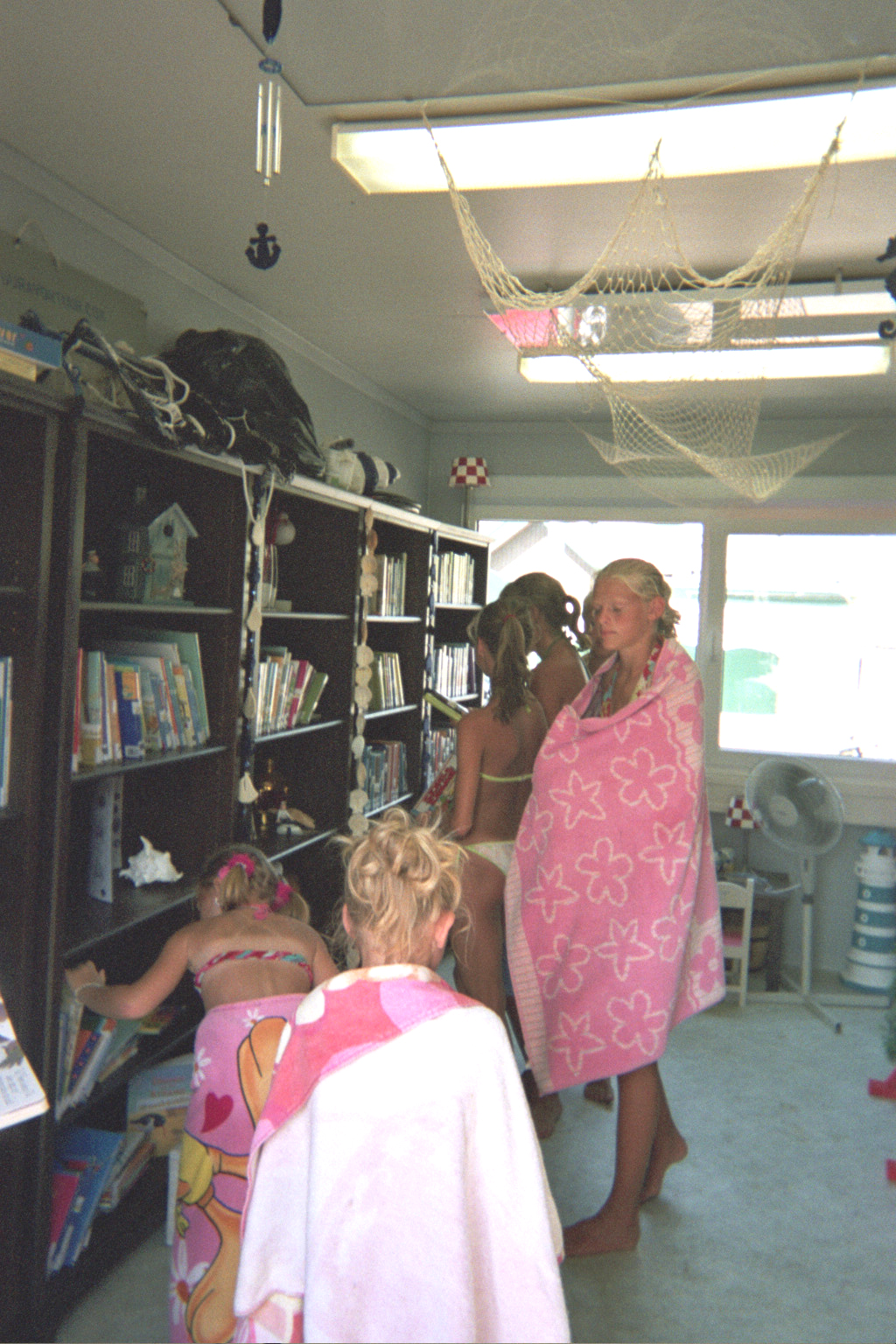
De strandbibliotheek in Katwijk

De Strandbibliotheek is een openbare bibliotheek op het strand. Lenen in de strandbibliotheek is gratis. Men hoeft geen lid te zijn van de bibliotheek om hier boeken te kunnen lenen. Wel dient men zich te legitimeren. 
Boeken worden voor één dag uitgeleend. Daarom bevat de collectie geen dikke boeken. Er zijn nieuwe, populaire boeken en daarnaast tijdschriften en dagbladen te vinden, ook voor kinderen. Bij sommige strandbibliotheken kan naar iPods of naar luister-cd's op een discman of op een mp3-speler worden geluisterd. De strandbibliotheken organiseren tijdens de zomervakantie verschillende activiteiten, bijvoorbeeld piratenfeesten, lezingen over het milieu en onthaastingsprogramma’s. 

## Geschiedenis
Op initiatief van de provincie Zuid-Holland is in 2005 een proef gedaan met drie strandbibliotheken op de stranden van Katwijk, Scheveningen en Hoek van Holland. Het was een proef in het kader van het "Landelijk proces van Bibliotheekvernieuwing" en de bedoeling was om op een nieuwe en verrassende manier het publiek te bereiken.
Het werd een groot succes en de jaren daarna kwamen er ook vestigingen in Noordwijk, Kijkduin, Wassenaar, Monster en Brouwersdam, waarmee elke bibliotheek in Zuid-Holland een vestiging op het strand had. Ook andere provincies haakten aan en zo ontstonden er strandbibliotheken in Makkum (Friesland), Zandvoort, IJmuiden, Wijk aan Zee, Castricum en Egmond aan Zee (Noord-Holland).
De strandbibliotheek werd in de beginperiode gesubsidieerd vanuit de provincies Zuid-Holland en Noord-Holland en organisatorisch ondersteund door ProBiblio. Sinds 2009 moeten de bibliotheken zelf voor financiering zorgen en is ProBiblio niet meer betrokken bij de uitvoering.